# Gruppo Judith River
Il Gruppo Judith River è un gruppo di formazioni geologiche nel Nord America occidentale, risalenti al Tardo Cretaceo, noto come sito per gli scavi di fossili di dinosauro. Esso prende il nome dal Fiume Judith del Montana ed è anche noto col nome di Judith River Wedge. È stratigraficamente equivalente con al Gruppo Belly River dell'Alberta.

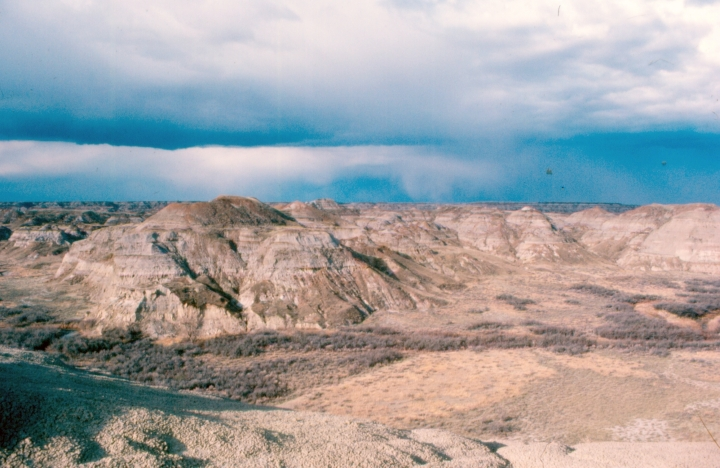
Affioramenti della Formazione Dinosaur Park, lo strato più alto del Gruppo Judith River, nel Parco provinciale dei Dinosauri.

Comprende la Formazione Judith River del Montana centro-settentrionale, nonché anche le formazioni Foremost, Oldman e Dinosaur Park dell'Alberta e dello Saskatchewan. In Canada, il termine Belly River Group è più comunemente usato per quello che è essenzialmente lo stesso intervallo stratigrafico del fiume Judith. Il cuneo è esposto in modo discontinuo nei drenaggi fluviali.

## Reperti fossili
Il Gruppo Judith River ospita una vasta gamma di fossili di vertebrati, come: molluschi, pesci (squali, razze, storioni), anfibi (rane, salamandre), rettili (tartarughe, coccodrilli, lucertole, iguane) e mammiferi (multitubercolati, marsupiali, placentati).
Fra i dinosauri vi sono stati rinvenuti più di 40 specie fossili, come: Ornithomimus, Struthiomimus, Chirostenotes, Elmisaurus, Troodon, Saurornitholestes, Dromaeosaurus, Gorgosaurus, Daspletosaurus, Euoplocephalus, Edmontonia, Panoplosaurus, Gravitholus, Ornatotholus, Pachycephalosaurus, Stegoceras, Hanssuesia, Leptoceratops, Anchiceratops, Centrosaurus, Chasmosaurus, Styracosaurus, Monoclonius, Brachylophosaurus, Gryposaurus, Prosaurolophus, Corythosaurus, Lambeosaurus e Parasaurolophus.
Anche ordini di pterosauri sono stati rinvenuti ed in particolar modo quelli della famiglia Azhdarchidae.